# Schlacht bei Vézeronce
Die Schlacht bei Vézeronce fand am 25. Juni 524 beim heutigen Vézeronce-Curtin im heutigen Département Isère (Frankreich) statt.
Sie war der Höhepunkt des zweiten Feldzugs im Rahmen des Burgundenkriegs, den die Frankenkönige Chlodomer, Childebert I. und Chlothar I. gegen den burgundischen König Sigismund begonnen hatten, der während des ersten Feldzugs im Jahr zuvor nach einer Niederlage in fränkische Gefangenschaft geraten war.
Im Jahr 524 begann Sigismunds Bruder Godomar II. mit Unterstützung des Ostgotenkönig Theoderich der Große die Rückeroberung des Landes. Er vernichtete die Garnison, die die Franken in Burgund zurückgelassen hatten, woraufhin Chlodomer Sigismund und seine Familie töten ließ (1. Mai 524) und zum Gegenschlag gegen Godomar ausholte.
In der Schlacht bei Vézeronce wurden die fränkischen Truppen von den verbündeten Burgunden und Ostgoten geschlagen. Chlodomer kam dabei ums Leben, die Franken zogen sich danach fürs Erste aus Burgund zurück.
Nach Theoderichs Tod 526 verloren die Burgunden 532 bei Autun in einer weiteren Auseinandersetzung endgültig gegen die Franken und mussten ihre politische Selbstständigkeit aufgeben.
Ein Helm, der auf dem Schlachtfeld gefunden wurde, befindet sich heute im Musée dauphinois in Grenoble.